# Gisulf II de Frioul
Pour les articles homonymes, voir Gisulf.
Gisulf II de Frioul (mort en 610) fut duc de Frioul vers 590 à 610.

## Biographie
Gisulf II est le fils du duc Gisulf Ier et le successeur de Grasulf vers 590.
Paul Diacre dans son Histoire des Lombards relève que lui et Gaidoald duc de Trente s'étaient opposés au roi Agiluf avant de faire la paix et de rentrer dans sa grâce.
Son règne est marqué par une vaste offensive des Avars qui, avec leur nouveau Khagan, le successeur anonyme de Bayan, envahissent l'Italie en 610. Gisulf II rassemble ses troupes et leur fait face avec vaillance mais les Lombards succombent sous le nombre et Gisulf II est tué à la tête de ses hommes. Son épouse la reine Romilda se réfugie avec les survivants, les femmes et les enfants dans Forum Julii, qui est immédiatement investie. Les Avars ravagent ensuite le Frioul pendant que les cités de Cormona, Nemas, Osopus, Artemia, Reunia, Glemona, Ilbligis résistent aux cavaliers avars inaptes aux sièges.
Toujours selon Paul Diacre, Romilda dans la cité assiégée aurait été troublée par la prestance du chef barbare et elle lui propose la reddition de la ville s'il la prend pour femme. Le Khagan accepte mais une fois les Avars entrés dans la ville, ils la pillent et capturent les habitants afin de les emmener en esclavage. Pendant que la reine Romilda est traitée ignominieusement par le Khagan, ses quatre fils réussissent à s'échapper mais leurs sœurs, bien qu'ayant échappé au viol grâce à un subterfuge, sont emmenées en captivité pour être vendues. Elles auraient toutefois ensuite réalisé des unions avantageuses avec des nobles attirés par leur origine.

## Union et postérité
Gisulf II de son union avec Romilda laisse huit enfants :
- Taso duc de Frioul ;
- Kako (en) duc de Frioul associé à son frère ;
- Radoald futur duc de Bénévent ;
- Grimoald futur duc de Bénévent et roi des Lombards ;
- Apa capturée elle épouse ensuite le roi des Alamans ;
- Gaila capturée épouse ensuite un prince Bavarois ;
- fille anonyme capturée ;
- fille anonyme capturée.

## Sources
- (en) Gisulf II sur le site Medieval Lands.
- Dominique Petit Histoire sociale des Lombards VIIe – VIIIe siècles L'Harmattan Paris 2003  (ISBN 2747552381).
- (it) Gianluigi Barni La conquête de l'Italie par les Lombards, Le Mémorial des Siècles, Albin Michel, Paris 1975  (ISBN 2226000712).